# Ołeksijiwka (obwód czerniowiecki)
Ołeksijiwka (ukr. Олексіївка) – wieś na Ukrainie, w obwodzie czerniowieckim, w rejonie dniestrzańskim, w hromadzie Sokiriany. W 2001 liczyła 1142 mieszkańców, wśród których 1111 wskazało jako ojczysty język ukraiński, 6 rosyjski, 24 mołdawski, a 1 inny.